# 2º Battaglione meccanizzato corazzato "Pume"
Il 2º Battaglione meccanizzato e corazzato "Pume" (in croato 2. Oklopno mehanizirana bojna "Pume" lett. "Puma") è un'unità di fanteria meccanizzata inquadrata nella Brigata corazzata delle guardie delle forze terrestri croate, con sede nella caserma "7ª Brigata motorizzata delle guardie" a Varaždin.

## Storia
L'unità è stata costituita nel 2007 dalla 7ª Brigata motorizzata delle guardie.
Nel 2008 il battaglione è stato trasferito da Varaždin alla caserma "132ª Brigata" del 1º Battaglione "Sokolovi" di Našice.
Nel 2018 l'unità è stata trasferita nuovamente a Varaždin con l'inaugurazione della caserma "7ª Brigata motorizzata delle guardie".

## Struttura
- Compagnia di comando[2]
- 1ª Compagnia meccanizzata
- 2ª Compagnia meccanizzata
- 3ª Compagnia meccanizzata
- Compagnia logistica
- Compagnia di supporto fuoco

## Comandanti
- Colonnello Željko Marinov (- 2017)[5]
- Maggiore Zlatko Iživkić (2017 - 2019)[6]
- Colonnello Stjepan Jalžabetić (2019 - 2021)[7]
- Maggiore Krunoslav Slavinac (2021 - oggi)[8]